# Salvatore Giuliano
Pour les articles homonymes, voir Giuliano.
Cet article concerne le bandit sicilien. Pour le film de Francesco Rosi, voir Salvatore Giuliano (film).
Salvatore Giuliano (16 novembre 1922 - 5 juillet 1950) était un paysan, bandit et indépendantiste sicilien. 
Il était une légende de son vivant, et le récit de sa vie a été mythifié après sa mort. Il est souvent comparé à Robin des Bois dans la culture populaire italienne, aidant les pauvres et volant les riches. Giuliano a été un membre actif du Mouvement indépendantiste sicilien. 
Son histoire a attiré l’attention des médias dans le monde entier, en partie grâce à son apparence physique. Le cantastorie (chanteur-conteur de rue typique de la Sicile) Ciccio Busacca a raconté l'épopée de Salvatore Giuliano en langue sicilienne la vera storia di lu banditu Salvatore Giulianu. Ce type de récit a contribué à propager la légende à une époque sans télévision pour rapporter les informations.

## Jeunesse
Salvatore Giuliano est né à Montelepre, dans la province de Palerme, quatrième enfant de Salvatore et Maria Giuliano. Enfant, il était surnommé Turiddu (qui est le diminutif du prénom « Salvatore » en sicilien, et particulièrement connu grâce au nom du héros de l’opéra Cavalleria rusticana). Il avait reçu une éducation scolaire convenable, mais limitée par les structures de classe siciliennes, et a dû aller travailler sur les terres de son père dès l’âge de 13 ans. 
Vers ses 20 ans, il travaillait comme transporteur d’huile d’olive, réparateur de téléphone et terrassier sur les routes. Il devait être enrôlé dans l’armée italienne, mais l’invasion alliée de la Sicile, en 1943, lui a permis d’y échapper. Il a participé à des opérations de marché noir consécutives à l’état de guerre et de pénurie, et était armé en cas d’attaques par des bandits.

## La carrière de bandit
Le 2 septembre 1943, Giuliano tue un carabinier sicilien à un point de contrôle près de Quattro Molini, alors qu’il transportait du grain illégalement acquis, et a laissé ses papiers d’identité sur la scène du crime. Il a été blessé quand le carabinier lui a tiré dessus et l’a touché deux fois alors qu’il s’enfuyait, et c’est quand il a répliqué qu’il a tué celui-ci. Sa famille l’a envoyé à Palerme pour se faire extraire la balle. Fin décembre, plusieurs habitants de Montelepre, dont le père de Giuliano, sont arrêtés pendant une descente de police. Giuliano en a aidé certains à s’échapper de la prison de Monreale, et une partie de ceux qui ont été libérés sont restés avec lui dans la clandestinité. 
Dans les montagnes de Sagana, Giuliano a recruté une bande d’environ 50 bandits, criminels, déserteurs et miséreux et, sous son commandement, leur a prodigué un entraînement de type militaire. La bande s’est mise à commettre des pillages et des cambriolages pour l’argent dont ils avaient besoin pour la nourriture et les armes. Quand les carabiniers cherchaient à les arrêter, ils étaient accueillis par un feu nourri de mitraillettes. 

## L’engagement séparatiste
Giuliano a aussi rejoint un groupe séparatiste, le Mouvement pour l'indépendance de la Sicile (MIS), qui regroupait des personnes aux vues politiques très différentes, tels que le révolutionnaire socialiste Antonio Canepa, le centriste Giovanni Guarino Amella, des conservateurs, dont nombre d’aristocrates comme le baron Lucio Tasca et le duc Guglielmo Paterno, ainsi que plusieurs membres ayant des liens étroits avec la Mafia, voire des mafiosi comme Calogero Vizzini. 
L’alliance entre Giuliano et les dirigeants séparatistes a porté ses fruits vers la fin de 1945. Giuliano s’est engagé dans la branche armée du mouvement, l’Esercito Volontario per l’Indipendenza della Sicilia (EVIS, Armée volontaire pour l’indépendance de la Sicile), avec le grade de colonel, et a reçu la promesse qu’en cas de victoire des séparatistes, il serait blanchi de ses crimes, et conserverait son grade dans le futur État indépendant. Les partisans séparatistes de cette alliance avec Giuliano ont justifié cet accord en prétendant qu’il avait été forcé de devenir un bandit à cause de la cruauté et de l’injustice de l'État italien. Bien qu’étant un officier de l’EVIS, Giuliano est resté prudent dans ses relations avec les dirigeants séparatistes. 
Giuliano a mené des attaques de faible envergure contre des cibles gouvernementales et policières au nom du mouvement séparatiste. Il a soutenu financièrement le MIS, et le MASCA, un mouvement similaire, pour les élections de 1946, au cours desquelles les deux n’ont réalisé que des scores médiocres. Il est notoire que Giuliano aurait souhaité que la Sicile devienne un État des États-Unis d’Amérique. Il a envoyé au président Harry S. Truman une lettre dans laquelle il le suppliait d’annexer la Sicile.
Giuliano est demeuré un problème persistant pour les autorités. Il a continué à combattre le gouvernement italien au nom du mouvement séparatiste. Ses attaques ont attiré l’attention du monde entier et en ont fait une légende. En janvier 1946, à Montedoro, Giuliano et sa bande ont affronté les forces de l’ordre dans une violente bataille au cours de laquelle peut-être un millier de séparatistes ont pris part. Ses actions ont fait perdurer le projet d’une indépendance de la Sicile accomplie par les armes. La police et l’armée étaient incapables d’éliminer les forces de l’EVIS commandée par Giuliano. En fait, avec l’aide des paysans, dont un certain nombre le considérait comme un Robin des Bois, et des grands propriétaires, qui le craignaient, Giuliano a continué à agir en restant presque impuni. 
Giuliano a aussi nourri un grand nombre de mythes le concernant. Une légende raconte comment il a découvert qu’un facteur volait des lettres contenant l’argent envoyé par des familles siciliennes à des proches en Amérique, et l’a tué tout en garantissant que ces lettres atteindraient leurs destinations. Quand il a dévalisé la duchesse de Pratameno, il lui aurait laissé son alliance de mariage et lui aurait emprunté un livre qu’elle lisait et qu’il lui aurait retourné plus tard avec ses compliments. 
Il favorisait la coopération de fermiers pauvres en leur envoyant de l’argent et des vivres. Contrairement à ce qui a été souvent prétendu, il n’était pas un mafioso, bien qu’il aurait été initié selon certains témoignages, dont celui du repenti Tommaso Buscetta, sans doute pour que la Mafia s’assure sa loyauté, mais quoi qu'il en soit, il ne participait pas aux activités de Cosa nostra.

## Le massacre de Portella della Ginestra
De plus en plus de dirigeants séparatistes étant successivement arrêtés, les moyens financiers de Giuliano se sont réduits, et il a été obligé de trouver de nouvelles sources de ravitaillement. Il s’est alors aliéné les paysans en devenant un outil entre les mains des grands propriétaires et des conservateurs. Ainsi, il a été manipulé au point de massacrer des paysans innocents au nom de la lutte anticommuniste. En 1947, son groupe ne cessant de diminuer, il s’est tourné vers les enlèvements contre rançons pour obtenir des profits réguliers. La même année, il y eut plusieurs élections locales se traduisant par de courtes victoires pour les socialistes et les communistes réunis en un « front populaire ». 
Après avoir reçu une lettre mystérieuse dont l’expéditeur reste inconnu, et qu’il a immédiatement détruite, Giuliano a mené les quelques hommes restant à ses côtés dans une expédition dans le défilé montagneux de Portella della Ginestra, le 1er mai, avec l’intention de capturer la figure dominante des communistes siciliens, Girolamo Li Causi, à l’occasion d’un cortège de la fête du Travail. Cependant, l’action a dégénéré en massacre. Quatorze civils, dont une femme et trois enfants, ont été tués et plus de trente autres blessés. Giuliano lui-même (qui n’avait pas tiré) a souligné qu’il avait ordonné à ses hommes de tirer au-dessus des têtes, espérant que la foule se disperserait. Certaines sources accusent la Mafia d’avoir infiltré la bande et prétendent que les mafiosi ont délibérément tiré dans la foule, causant ainsi le massacre. 
Ce drame a provoqué un scandale national qui ne s’est terminé qu’en 1956, avec la condamnation des derniers membres vivants de la bande. Cet événement reste à ce jour extrêmement controversé, notamment par rapport à la lettre qu’avait auparavant reçu Giuliano. Certaines théories accusent le gouvernement italien qui cherchait depuis longtemps à détruire l’irréductible bandit. La gauche, qui a été victime de cette attaque a accusé l’aristocratie des grands domaines fonciers, ainsi que la Mafia. Il est à ce titre significatif que la plaque commémorative érigée sur le lieu du massacre ne mentionne même pas Giuliano et sa bande : 

« Le 1er mai 1947, ici sur les rochers de Barbato, célébrant la fête de la classe ouvrière, le peuple de Piana degli Albanesi, San Giuseppe Jato et San Cipirello sont tombés sous le barbarisme féroce des balles de la Mafia et des barons propriétaires. »

## Déclin et mort

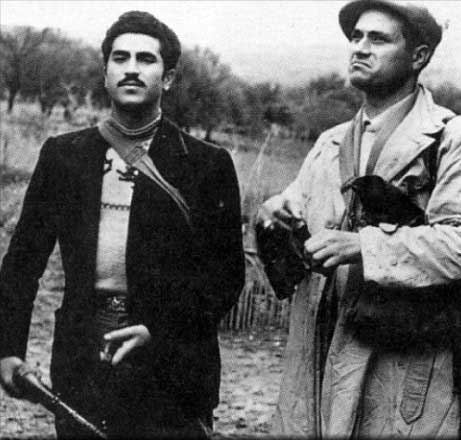
Salvatore Giuliano en 1945.

Giuliano a continué à agir contre les groupes socialistes dès qu’il en avait l’opportunité, mais en 1948, son soutien populaire était sur le déclin. La population locale et même la Mafia étaient moins enclines à l’aider, voire aidaient la police, malgré sa tendance à tuer les informateurs potentiels. Giuliano a défié la police en lui envoyant des lettres insolentes affirmant qu’il dînait dans des restaurants à Palerme, ce qu’il prouvait en laissant une note avec le pourboire. La récompense pour sa capture a été doublée, et une force de police spéciale a été créée pour éradiquer le banditisme en Sicile. 300 carabinieri ont investi sa forteresse montagneuse, mais la plupart des membres de sa bande s’étaient enfui. Le 14 août 1949, les hommes de Giuliano ont fait exploser des mines sous un convoi de véhicules de la police, près de la caserne de Bellolampo à l’extérieur de Palerme, tuant sept carabinieri et en blessant onze. En réaction, le gouvernement italien dépêcha 1000 hommes supplémentaires dans la Sicile occidentale, sous le commandement du colonel Ugo Luca. 
Le 5 juillet 1950, Giuliano est abattu à Castelvetrano. Selon la police, le capitaine des carabinieri Antonio Perenze lui a tiré dessus alors qu’il résistait à son arrestation. Toutefois, le journaliste Tommaso Besozzi, de l’hebdomadaire L’Europeo prétend assez rapidement que la version officielle n’est pas la réalité, et écrit en titre : « La seule chose qui est certaine, c’est qu’il est mort ». Le cadavre de Giuliano fut photographié dans la cour d’une maison, mais il est vraisemblable qu’il ait été tué dans une des chambres de la maison durant son sommeil. Gaspare Pisciotta, lieutenant et cousin de Giuliano a prétendu plus tard que la police lui avait promis l’amnistie et une récompense s’il tuait Giuliano. La mère de Giuliano, Maria, croyait à cette version-là. Pisciotta est mort quatre ans plus tard en prison, alors qu'il rédigeait ses mémoires, empoisonné après avoir ingéré de la strychnine répandue dans une tasse de café. 
Lors du procès du massacre de Portella della Ginestra au cours duquel il avait été condamné, Gaspare Pisciotta avait dit : « Ceux qui nous ont fait des promesses s’appellent Bernardo Mattarella, le prince Alliata, le député monarchiste Marchesano et aussi Monsieur Scelba, ministre de l’Intérieur... C’était Marchesano, le prince Alliata et Bernardo Mattarella qui ont ordonné le massacre de Portella della Ginestra. Avant le massacre, ils avaient rencontré Giuliano... » Toutefois, les députés Mattarella, Alliata et Marchesano ont été déclarés innocents par la cour d’appel de Palerme, lors d’un procès à propos de leur supposé rôle dans cet événement.

## Doutes à propos de la mort de Giuliano
Au fil des années, des doutes se sont exprimés sur la mort de Giuliano. Selon certaines rumeurs, Giuliano aurait fui la Sicile pour la Tunisie et serait allé vivre aux États-Unis. L’historien Giuseppe Casarrubea, fils de l’une des victimes de Giuliano, a réuni des documents pour démontrer que le cadavre enterré sous le nom de Salvatore Giuliano n’était pas le sien. Le 15 octobre 2010, le bureau du procureur de Palerme a décidé de faire exhumer le corps pour comparer son ADN avec ceux des membres de la famille de Giuliano. Les résultats ont confirmé quelques mois plus tard qu’il s’agissait bien de son corps.

## Giuliano dans les arts

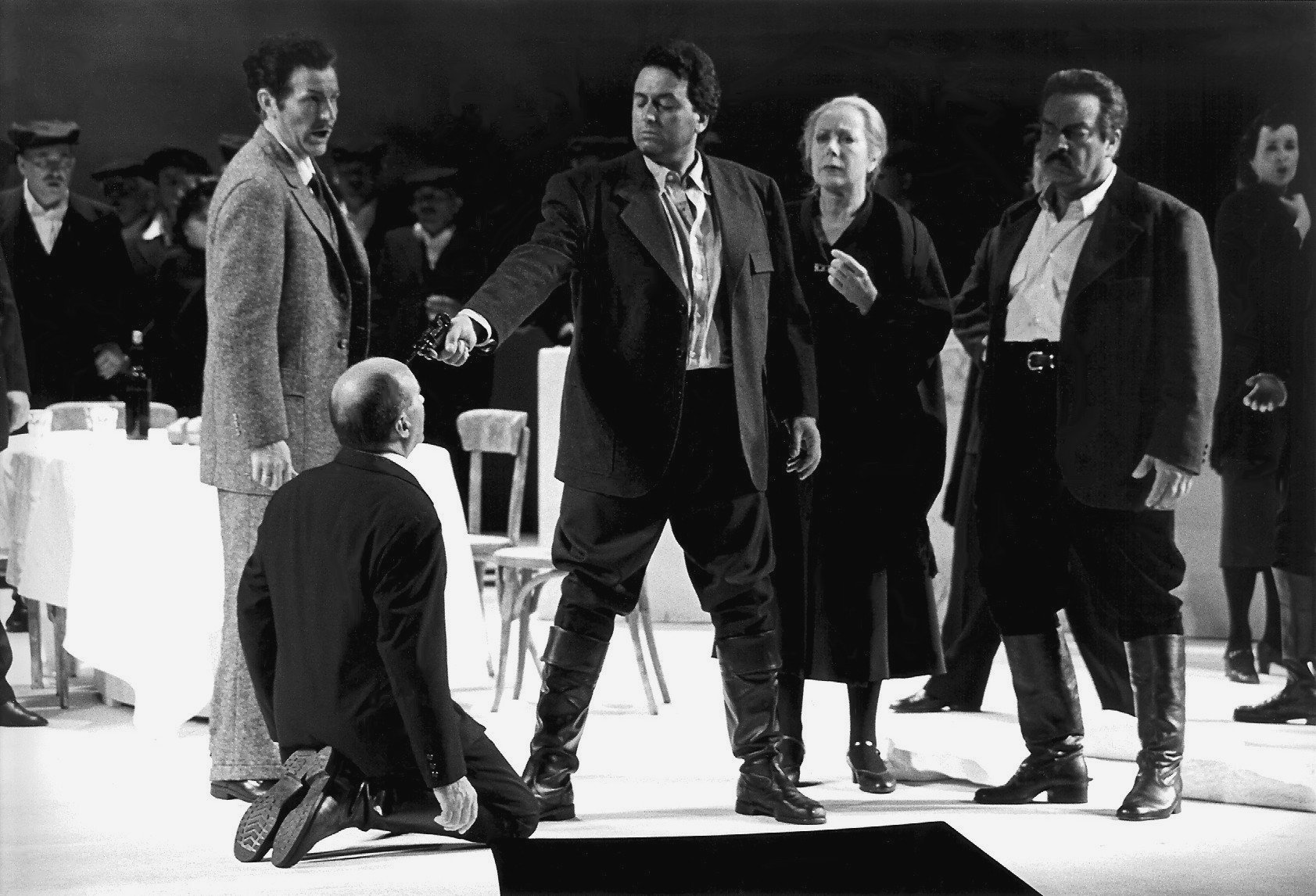
Scène de l'opéra Salvatore Giuliano de Lorenzo Ferrero

Un film sur sa vie, Salvatore Giuliano a été réalisé par Francesco Rosi en 1961. L’écrivain Mario Puzo a publié Le Sicilien, une version romancée de la vie de Giuliano en 1984. Le livre a été adapté en film en 1987 par Michael Cimino avec Christophe Lambert dans le rôle-titre. 
Un opéra, Salvatore Giuliano, a été composé en 1985 par Lorenzo Ferrero, dont la première a eu lieu au Teatro dell'Opera di Roma le 25 janvier 1986.
Un livre a été publié en italien par le journaliste Carlo Ruta.

## Filmographie
- 1962 : Salvatore Giuliano de Francesco Rosi.
- 1986 : Le Sicilien de Michael Cimino.
- 2003 : Segreti di Stato de Paolo Benvenuti.
- 2016 : Salvatore Giuliano, l'insaisissable bandit, de Jacques Malaterre.